# Palazzo Piacentini (Messina)
Palazzo Piacentini o Palazzo di Giustizia di Messina fu edificato sull'area del Grande Ospedale distrutto nel terremoto del 1908.

## Storia
La costruzione fu approvata nel 1912 su progetto di Marcello Piacentini: fu scelta per la costruzione l'impresa Porcheddu ma l'inizio della Grande Guerra sospese l'edificazione.
Nel 1923 i lavori ripresero, affidati all'impresa Carmelo Salvato e figli. Piacentini rivide il progetto che mantenne invariata la parte strutturale, riformulò la veste architettonica la quale passò dalla maniera neorinascimentale alla rivisitazione di modelli neoclassici tedeschi adottando l'ordine dorico ispirandosi alla Porta di Brandeburgo e all'architettura dei templi dorici siciliani.
I lavori furono ultimati nel 1927 e l'inaugurazione avvenne nel 1928.

## Descrizione
L'edificio presenta uno stile neoclassico. Sull'attico è posta la grande quadriga condotta dalla dea Minerva realizzata da Ercole Drei in lega di bronzo e alluminio.

## Galleria d'immagini

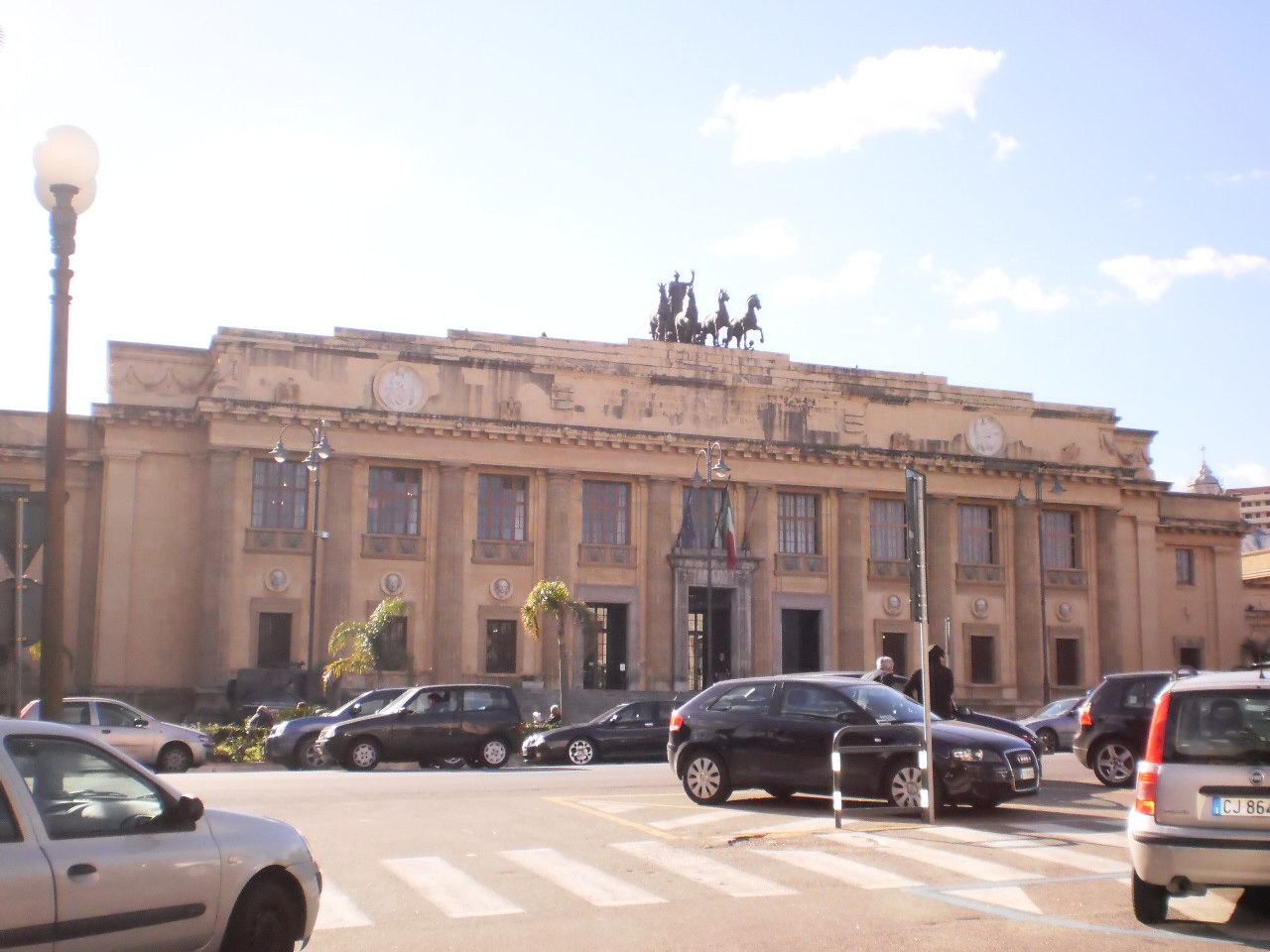
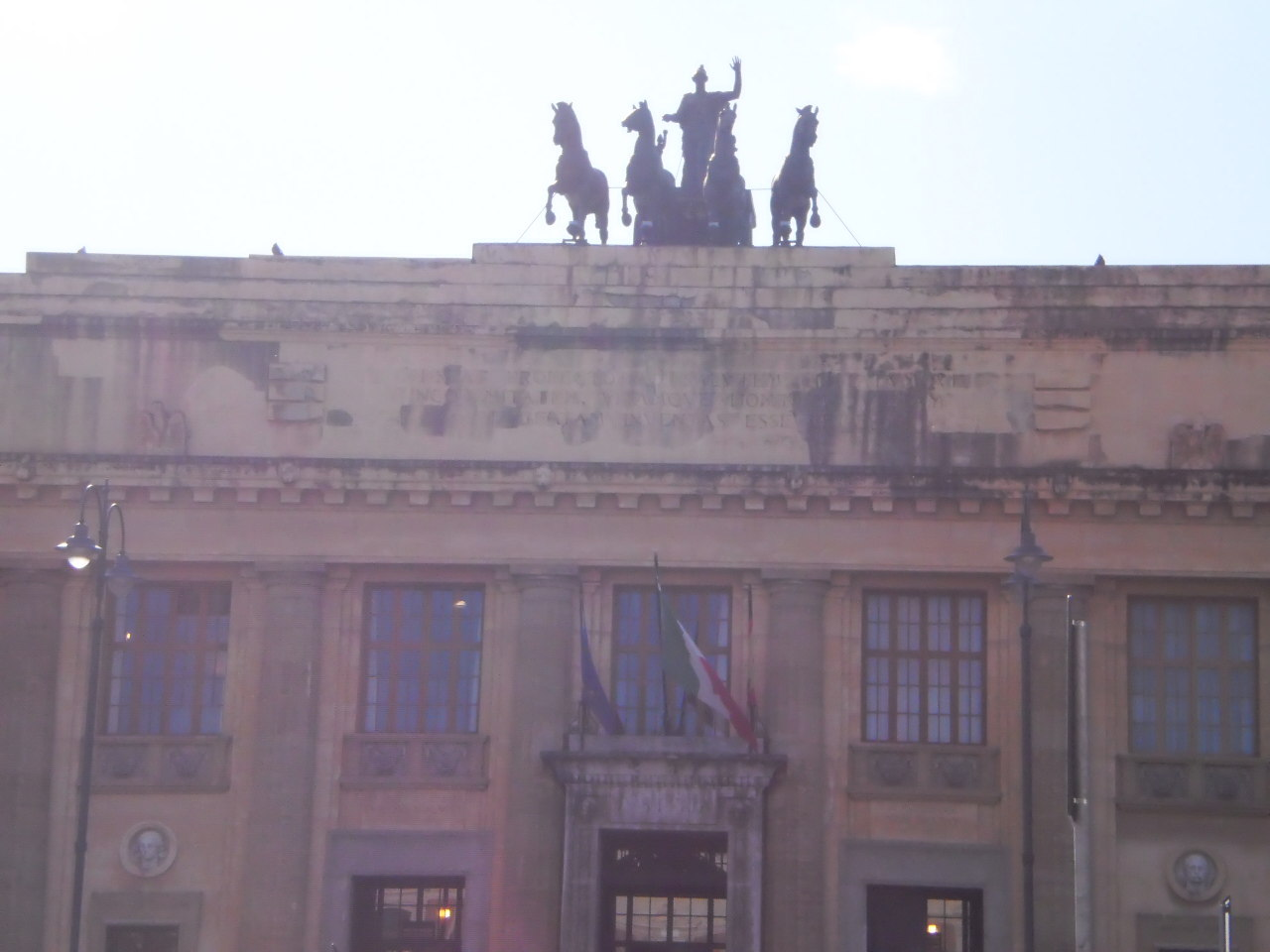